# Ravasz László

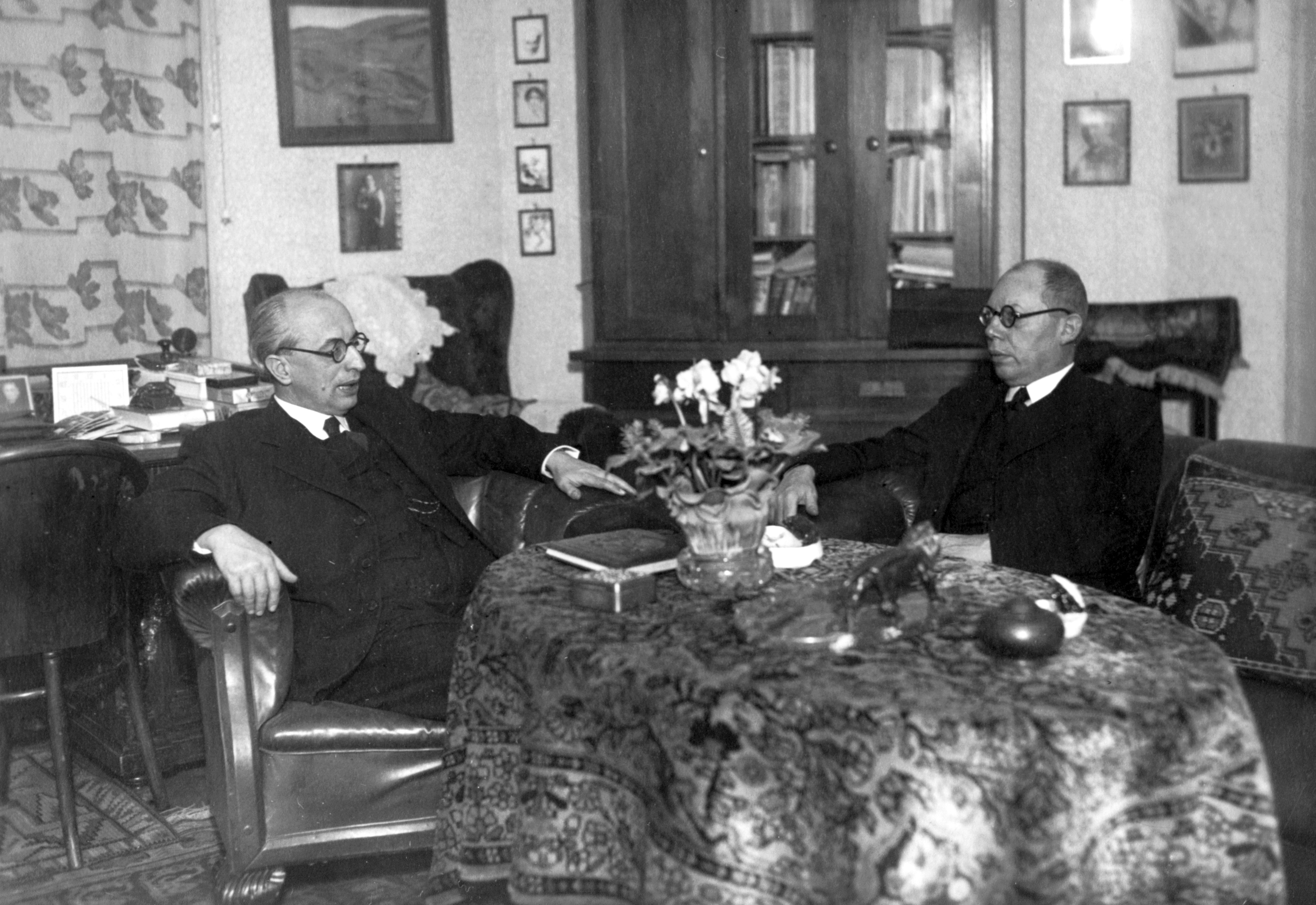
Ravasz László és Makkai Sándor református püspökök (1936)

Ravasz László (Bánffyhunyad, 1882. szeptember 29. – Budapest, 1975. augusztus 6.) református lelkész, a Dunamelléki Református Egyházkerület püspöke 1921-től 1948-ig. Az MTA tagja. Ordass Lajos és Pap László mellett a pártállami időszakban a magyar protestantizmus egyik példaadó egyénisége volt.

## Életpályája
Szülei Ravasz György és Gönczi Róza. Iskolai tanulmányait szülővárosában kezdte, 1896-ban Székelyudvarhelyre került a kollégiumba. Kolozsvárt a teológiára iratkozott be és az egyetemi előadásokat is látogatta. Még teológus korában szerkesztette az Egyetemi Lapokat. 1903-1905 között Bartók György püspök mellett volt titkár, ebben az időben a romániai (regáti) misszió vezető lelkésze. 1905 őszén a Berlini Egyetemen hallgatott előadásokat. 1906-ban Bánffyhunyadon volt segédlelkész, itt készült a doktori értekezése is. Sárospatakon szerzett magántanári képesítést, majd Kolozsvári Teológiai Akadémia tanára volt 1907–1921 között. Az első világháború idején missziós munkát végzett a kolozsvári hadikórházban. Az Unió szabadkőműves páholy tagja volt 1910-től 1917-ig. 1918-ban az Erdélyi református egyházkerület főjegyzőjévé választották, majd 1921 őszén püspökké, a Dunamelléki Egyházkerületben. Ettől kezdve Budapesten élt, de irodalmi munkásságával továbbra is számtalan szállal kötődött Erdélyhez. Cikkei jelentek meg az Ellenzékben, Kálvinista Világban, rendszeres munkatársa volt a Református Szemlének, 1918-21 között főszerkesztője is.
1908-ban feleségül vette Bartók püspök leányát, Bartók Margitot akitől öt gyermeke született. (Felesége 1947. június 13-án hunyt el Budapesten.) Boriska lánya a későbbi államminiszter és politikai gondolkodó, Bibó István felesége volt.
1921-ben, miután családjával Budapestre költözött, megválasztották a dunamelléki egyházkerület püspökévé. Ettől az évtől a Kálvin téri református templom lelkésze is volt. Fiatalabb korában több cikkben is kikelt a zsidóság ellen. A Felsőház automatikus tagjaként (1927–44) az első és második zsidótörvényt megszavazta, de fellépett a harmadik zsidótörvény ellen. 1944-ben szembesült a holokauszt ijesztő valóságával, és próbált tenni a magyar zsidók, különösen a megkeresztelkedettek fizikai megsemmisítése ellen. A deportálások megindulása után számos püspöki körlevelet fogalmazott meg az üldözések ellen, és hozzájárult a Jó Pásztor Bizottság megalakításához. Nem sikerült elérnie, hogy az egyházak közös körlevélben fejezzék ki tiltakozásukat a népirtással kapcsolatban.
A Magyar Tudományos Akadémia tagja (1925–1949), az Akadémia másodelnöke (1937–1940). Akadémiai tagságát 1989-ben posztumusz visszaállították. (MOL SZT XIX. A-21-s.3.d.)

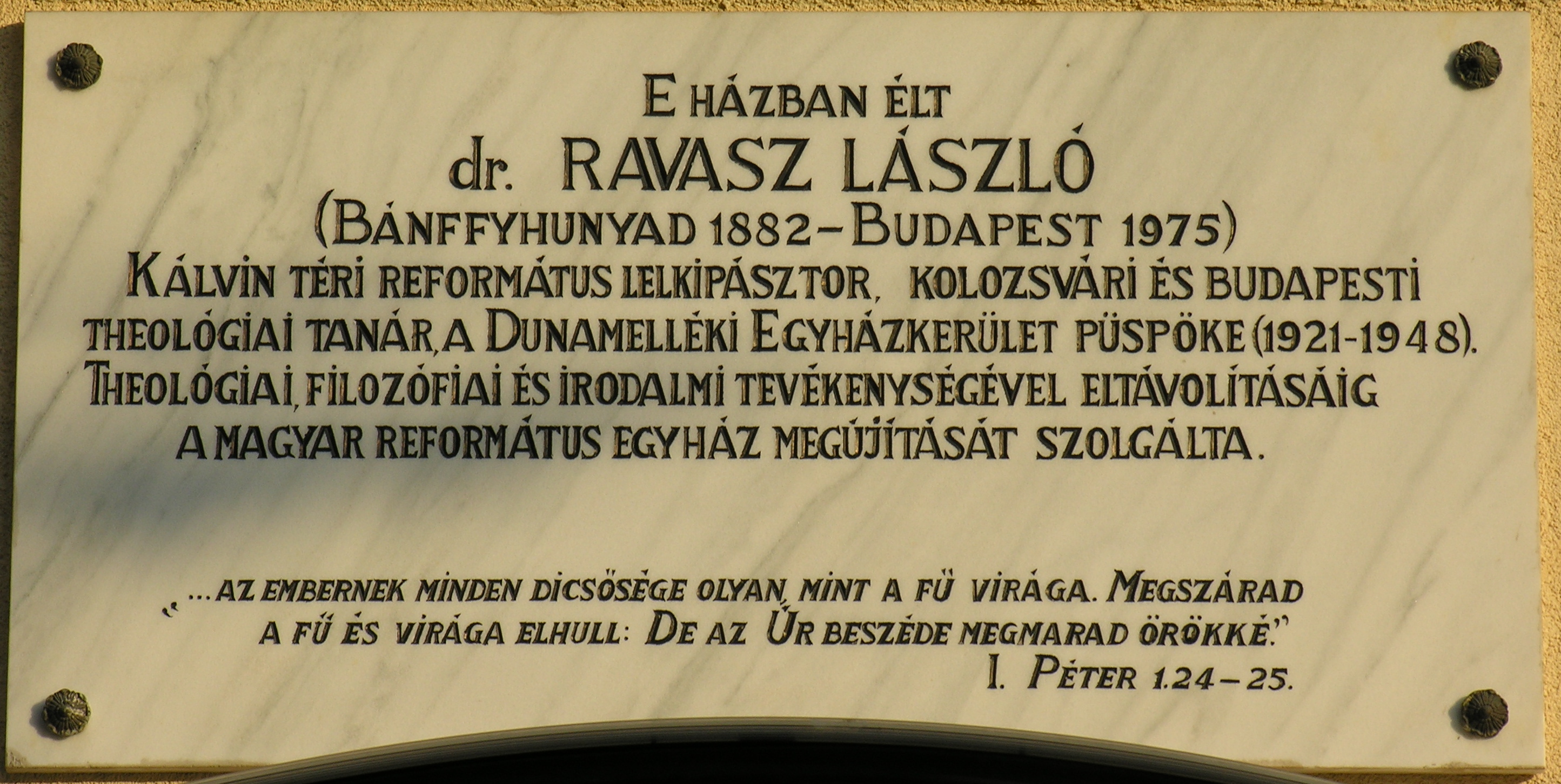
Ravasz László emléktáblája egykori lakhelyén, Budapest II. ker., Bimbó út 43. sz.

Szerkesztője volt a Protestáns Szemle, Egyetemi Lapok, Református Szemle és Az Út című lapoknak, ez utóbbit ő is alapította. Élénk közéleti szerepet töltött be, szinte minden abban a korban született protestáns mozgalom és szövetség alapításánál bábáskodott, számos irodalmi és kulturális szervezet tagja volt, munkásságát több külföldi egyetem is díszdoktori címmel ismerte el.
1948. április 30-án, Rákosi nyomására, minden tisztségéről lemondott és visszavonult a közélettől. 1953-ban lelkészként is nyugdíjba vonult, és Leányfalura költözött, ahol mesterséges elzártságban töltötte hátralévő éveit.
1956. október 31-én pár fiatal lelkész kiment érte Leányfalura, és bevitték Budapestre. Az összegyűlt lelkészek az újonnan alakult református Országos Intézőbizottság vezetőjévé választották, és őt ismerték el legitim püspöknek. November 1-jén rádiószózatban szólt a magyarokhoz. A forradalom leverése után az egyházi ébredést szorgalmazó Megújulási Mozgalmat szervezte, amely azonban az állami elnyomás következtében elhalt.
1956-tól újra a Kálvin-téri szószéken szolgált, egészen 1957 húsvétjáig, amikor a püspökségről is lemondatták. Az állambiztonsági hivatal előkészített egy koncepciós eljárást ellene, melyet az 1960-as évekig fenntartottak, ám végül nem indítottak el.
Budapesten hunyt el tüdőgyulladás következtében.

## Főbb művei

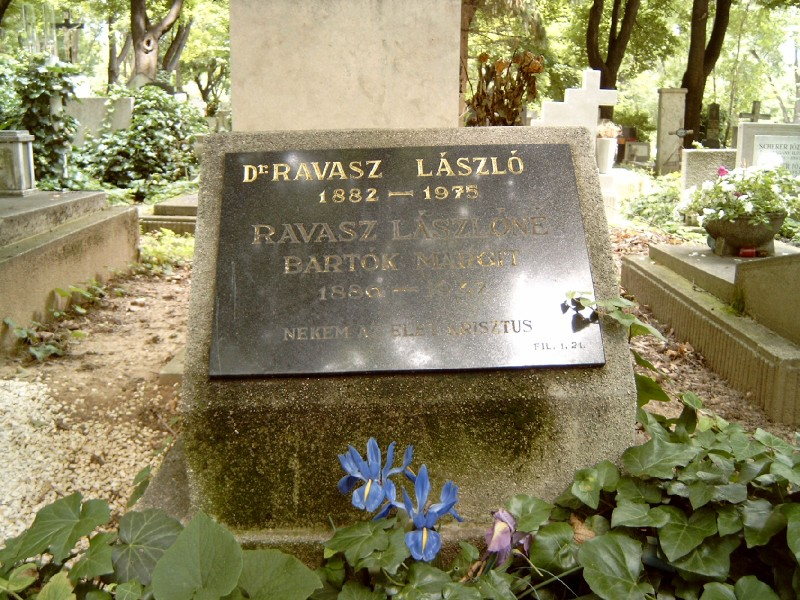
Ravasz László sírja Budapesten. Farkasréti temető: 6/5-1-10

- Schopenhauer aesthetikája; Kolozsvár, Gombos Ny., 1907
- A gyülekezeti igehirdetés elmélete (1910-es évek, Református Egyházi Könyvtár-sorozat)
- Gondolatok; Bethlen Gábor Irodalmi és Nyomdai R.t., Budapest, 1922
- Orgonazúgás (beszédek, előadások), Budapest, 1923
- "Az emberélet útjának felén". Beszédek, cikkek, előadások; „Az Út”, Kolozsvár, 1924
- Látások könyve. Beszédek, elmélkedések; Studium, Budapest, 1924
- Hazafelé… Elmélkedések és imádságok nők számára; Bethlen Gábor Irodalmi és Nyomdai R.t., Budapest, 1925
- Ünnepnapok (elmélkedések és imádságok házi istentiszteletekre), Budapest, 1925
- A halál árnyékában. Temetési beszédek; Sylvester, Tahitótfalu, 1927
- Tudom, kinek hittem (beszédek, cikkek, prédikációk), Budapest, Studium, 1927
- A Tháborhegy ormán. Beszédek, cikkek, előadások; szerzői, Kolozsvár, 1928
- Pál Athénben : székfoglaló. Budapest, 1928
- Alfa és Ómega, Budapest, Franklin, 1933
- Érdekből való keresztyénség; Kálvin-téri Egyházközség, Budapest, 1935 (Rádió-prédikációk)
- Lélekben és igazságban. Ravasz László, Poling Dániel prédikációi; Kálvin-téri Egyházközség, Budapest, 1935 (Kálvin könyvtár)
- Hit és engedelmesség. Prédikációk, beszédek, cikkek, előadások; Minerva Ny., Cluj, 1936
- Az időfeletti Széchenyi. 1937
- Legyen világosság , 1-3. Budapest, Franklin, 1938
- Ravasz László: 1940. április hó 6-án, a fővárosi Vigadó termeiben tartott Tormay Cecile országos emlékünnepély ünnepi beszéde; Stephaneum Ny., Budapest, 1940
- Isten rostájában, 1-3.; Franklin, Budapest, 1941
- Kezdetben vala az ige; az előszót írta Harsányi Zsolt; Franklin Ny., Budapest, 1941
- Korbán. Beszédek, írások, 1-2.; Franklin, Budapest, 1943
- Hazafelé... Elmélkedések és imádságok; YMCA, Tuttlingen, 1945
- Magamról; Nagy Ny., Debrecen, 1944 (Theológia önéletrajzokban)
- Krisztussal a viharban (igehirdetések), Budapest, Kálvin, 1977
- Válogatott írások, 1945–1968; szerk., bev., jegyz. Bárczay Gyula, szöveggond. Szabó Julianna; EPMSZ, Bern, 1988
- Kis dogmatika. Hitünk igazságai; Református Zsinati Iroda, Budapest, 1990
- Az Újszövetség magyarázata, 1-2.; Református Zsinati Iroda, Budapest, 1991
  - 1. Máté, Márk és Lukács evangéliumának együttes magyarázata, János evangéliuma, Apostolok cselekedetei
  - 2. Pál apostol levelei, A Zsidókhoz írt levél, A „közönséges levelek”, Jelenések könyve
- Emlékezéseim, Budapest, Református Zsinati Iroda, 1992
- Ószövetségi magyarázatok. Zsoltárok könyve, Ézsaiás (1-12. rész), Zakariás könyve; Kálvin, Budapest, 1993
- Én vagyok a te Istened! A Tízparancsolat magyarázata, Budapest, Kálvin, 1995
- Krisztussal a viharban. Igehirdetések; Kálvin, Budapest, 1997
- Orgonazúgás; tan. Takács Péter; Lucidus, Budapest, 2005 (Kisebbségkutatás könyvek)
- „Te csak Hang vagy…”. Ravasz László kéziratos prédikációi, 1949–1963; sajtó alá rend., bev. Szacsvay Éva; Dunamelléki Református Egyházkerület–Pócsmegyer-leányfalui Református Egyházközség, Budapest/Pócsmegyer, 2007
- Ravasz 100. Püspöki jelentések. Előadások Ravasz László püspöki beiktatásának 100 éves évfordulója alkalmából. Ravasz László püspöki jelentései, 1922–1948; szerk. Kiss Réka, Lányi Gábor, sajtó alá rend. Lányi Gábor; Dunamelléki Református Egyházkerület–KRE HTK Egyháztörténeti Kutatóintézet–Kálvin, Budapest, 2023 (Reformáció öröksége)

## Díja
- Magyar Corvin-lánc (1930)
- Ferencváros díszpolgára (1992)[6]
- Magyar Örökség díj (posztumusz, 1997)